# Kościół Środowisk Twórczych w Łodzi
Rektoralny Kościół pw. Niepokalanego Poczęcia NMP zwany Kościołem Środowisk Twórczych (dawniej Mariawicki Kościół parafialny pw. Najświętszego Sakramentu) – rzymskokatolicki kościół Archidiecezjalnego Duszpasterstwa Środowisk Twórczych przy ulicy Marii Skłodowskiej-Curie 22.

## Historia
Kościół został zaprojektowany przez architekta, przybyłego do Łodzi na zaproszenie Juliusza Heinzla, Alwilla Jankaua. Budowę rozpoczęto w 1907 roku, a zakończono rok później, jednak prace wykończeniowe potrwały do 1909 roku. Kościół powstał jako jedna z trzech świątyni mariawitów (obok kościoła pw. św. Franciszka i kościoła pw. MB Nieustającej Pomocy). W 1930 roku świątynia została przekazana Kościołowi rzymskokatolickiemu przez jego właściciela, exmariawitę – ks. Edwarda Marksa w atmosferze skandalu, na bazie walki Kościoła katolickiego z mariawitami, przejęli go jezuici, którzy przeprowadzili remont świątyni, przysposabiając ją do potrzeb katolickich. W prezbiterium zostały stworzone freski przysłaniające wcześniejsze, geometryczne malowidła. W 1932 roku ufundowano ołtarze. W 1993 roku został przekazany Duszpasterstwu Środowisk Twórczych. W 1996 roku dokonano prac konserwatorskich malowideł w prezbiterium, a w 2008 renowacji ołtarzy.
Budynek wpisany jest do rejestru zabytków pod numerem A/23 z 25.10.2005.
Przy kościele od 1987 roku działa katolicki Teatr Logos.

## Opis

### Ołtarze
- Ołtarz główny pw. Niepokalanego Poczęcia NMP. Ołtarz został wykonany z drewna dębowego i lipowego przez Wincentego Bogaczyka. Ma ok. 11 metrów wysokości i przedstawia Immaculatę – rzeźbę NMP (jako niewiastę z Apokalipsy św. Jana) z koroną na głowie, w białej sukni i niebieskim płaszczu. Stoi na kuli ziemskiej, prawą stopą zgniatając głowę węża.
- Ołtarz boczny pw. Jezusa Miłosiernego. Ołtarz ma wysokość prawie 9 metrów. W głównej części przedstawia kopię obrazu Jezusa Miłosiernego. Powyżej znajduje się portret św. Ignacego – założyciela Towarzystwa Jezusowego. Najniższy obraz przedstawia portret św. Faustyny na tle Jezusa Miłosiernego.
- Ołtarz pw. św. Józefa. Ołtarz znajduje się w prawej nawie kościoła. W głównej części przedstawia obraz świętego z dzieciątkiem. Nad nim widnieje portret św. Teresy. Pod obrazem św. Józefa znajduje się obraz Matki Boskiej Ostrobramskiej udekorowany 35 płomieniami i 12 gwiazdkami.

### Malowidła
Na ścianach prezbiterium znajdują się dwa freski nieznanego autorstwa. Są one usytuowane ok. 1,85 metra od poziomu posadzki. Przedstawiają one Wygnanie z raju i Zwiastowanie.

## Rektorzy
1. ks. prałat Waldemar Sondka (od 1994)

## Msze Święte
Msze św. odprawiane są w dni powszednie o godz. 8.00, a w niedziele o godz. 9.00 i 11.00.